# Craugastor loki
Craugastor loki är en groddjursart som först beskrevs av Shannon och John E. Werler 1955.  Craugastor loki ingår i släktet Craugastor och familjen Craugastoridae. IUCN kategoriserar arten globalt som livskraftig. Inga underarter finns listade i Catalogue of Life.